# 策尔纳错觉

策尔纳错觉的一个版本

策尔纳错觉（英語：Zöllner illusion），指几条平行的直线，被许多在平行线中相交的短线分割后，看起来似乎并不平行的现象。
1860年，德国天体物理学家约翰·卡尔·弗里德里希·策尔纳在给物理学家约翰·克里斯特安·波根多夫的一封信中描述了这一发现。波根多夫是《物理年鑑》的编辑，后来在左纳所绘图中发现了波根多夫错觉。与之类似的还有黑林错觉和米勒-莱尔错觉等。

## 外部連結
- 策尔纳错觉演示，可调整短线角度 （页面存档备份，存于）